# Skogshuvudspindel
Skogshuvudspindel (Walckenaeria nudipalpis) är en spindelart som först beskrevs av Westring 1851.  Skogshuvudspindel ingår i släktet Walckenaeria och familjen täckvävarspindlar. Arten är reproducerande i Sverige. Inga underarter finns listade i Catalogue of Life.